# Karahalılılar, Azdavay
Karahalılılar là một xã thuộc huyện Azdavay, tỉnh Kastamonu, Thổ Nhĩ Kỳ. Dân số thời điểm năm 2008 là 98 người.